# 洪熙
洪熙（1425年）為中国明朝第四個皇帝明仁宗的年号，共使用了1年。洪熙元年六月明宣宗即位沿用，翌年改元宣德。

## 改元
- 永樂二十三年——正月初一日，改元為洪熙元年。[2][3]
- 洪熙二年——正月初一日，改元為宣德元年。[4][5]

## 大事記
- 洪熙元年——五月十二日，明仁宗駕崩；六月七日，明宣宗繼位，有詔明年改元宣德。

## 重要人物
- 朱橚，閏七月二十日去世。[6]

## 紀年農曆對照表
表格中各月的干支即為各月的第1日，「大」表示該月有30日，「小」表示該月有29日，「閏月」表格中的中文數字表示該年為閏某月（比如「七戊戌」裡有中文數字「七」，即表示該行所在年份有閏七月），各月初一底下的數字表示對應的西曆日期。
| 西元   | 干支 | 紀年     | 正月   | 二月   | 三月   | 四月   | 五月   | 六月   | 七月   | 八月   | 九月   | 十月   | 十一月 | 十二月   | 閏月     |
| ------ | ---- | -------- | ------ | ------ | ------ | ------ | ------ | ------ | ------ | ------ | ------ | ------ | ------ | -------- | -------- |
| 1425年 | 乙巳 | 洪熙元年 | 壬申小 | 辛丑大 | 辛未小 | 庚子大 | 庚午小 | 己亥小 | 戊辰大 | 丁卯大 | 丁酉小 | 丙寅大 | 丙申大 | 丙寅大   | 七戊戌小 |
| 1425年 | 乙巳 | 洪熙元年 | 1/20   | 2/18   | 3/20   | 4/18   | 5/18   | 6/16   | 7/15   | 9/12   | 10/12  | 11/10  | 12/10  | 1426/1/9 | 8/14     |

## 同期存在的其他政權年號
- 日本
  - 應永（1394年－1428年）：後小松天皇、稱光天皇之年號

## 深入閱讀
- 李崇智. . 北京: 中華書局. 2004年12月. ISBN 7101025129.
- 鄧洪波. . 臺北: 國立臺灣大學東亞經典與文化研究計劃. 2005年3月  [2021-11-26]. ISBN 9789860005189. （原始内容 (pdf)存档于2007-08-25）.

## 參看
- 中國年號索引
- 明朝年號列表
- 洪熙 (消歧義)

| 前一年號： 永乐 | 明朝年號 洪熙 | 下一年號： 宣德 |